# Tenuipalpus alpinus
Tenuipalpus alpinus är en spindeldjursart som beskrevs av Elsie Collyer 1973. Tenuipalpus alpinus ingår i släktet Tenuipalpus och familjen Tenuipalpidae. Inga underarter finns listade i Catalogue of Life.